# Bulbophyllum perrieri
Bulbophyllum perrieri är en orkidéart som beskrevs av Rudolf Schlechter. Bulbophyllum perrieri ingår i släktet Bulbophyllum och familjen orkidéer. Inga underarter finns listade i Catalogue of Life.